# Agryllus euzonus
Agryllus euzonus är en insektsart som först beskrevs av Henri Saussure 1877.  Agryllus euzonus ingår i släktet Agryllus och familjen syrsor. Inga underarter finns listade i Catalogue of Life.